# Майкл Огіо
Сер Майкл Огіо (англ. Sir Michael Ogio, 7 липня 1942—18 лютого 2017) — дев'ятий генерал-губернатор Папуа Нової Гвінеї. Лицар Ордену Святого Михайла і Святого Георгія та Ордену Британської імперії, лідер партії People's Democratic Movement.
Обраний 14 січня 2011 року, приступив до виконання повноважень 25 лютого цього ж року.